# لاميون تركستاني
لاميون تركستاني (الاسم العلمي: Lamium turkestanicum) هو نوع من النباتات يتبع جنس اللاميون من الفصيلة الشفوية.